# The Rage
The Rage é um filme de acção realizado no ano de 1997 por Sidney J. Furie.

## Sinopse
Os criminosos Art Dacy (Gary Busey) e Cyndi (Tiani Warden) planeia assaltar a caravana e corre muito mal. O chefe do FBI John Taggart (Roy Scheider) manda os agentes Nick Travis (Lorenzo Lamas) e Kelly McCord (Kristen Cloke) para prender Art Dacy e Cyndi. No hospital, o paciente Lucas McDermott (David Carradine) tem de ajudar Nick Travis e Kelly McCord para respeitar que John Taggart que nunca sabe nada, mas aliás ninguém pode escapar.